# Closteromorpha
Closteromorpha là một chi bướm đêm thuộc họ Noctuidae.